# Hakon Gamle
No confundir con Haakon IV de Noruega, apodado “El Viejo” 
Hakon Gamle (o Hakon el Viejo) fue un influyente caudillo vikingo, bóndi en Svithjod, Suecia en el siglo X. Amigo íntimo del caudillo noruego Eirik Bjodaskalle, mantuvo bajo su protección entre los años (965 – 966) a Ástrid, la hija de Eirik, reina consorte de Tryggve Olafsson, y su hijo Olaf Tryggvason, futuro rey de Noruega.
El despótico Harald II de Noruega, sus hermanos y sobre todo su madre Gunnhildr, estaban obsesionados por salvaguardar la corona noruega para su familia (todos herederos de Erik Hacha Sangrienta), eliminando cualquier pretendiente al trono o posibilidad de que surgiese un candidato.
Conociendo que ambos estaban en Suecia, Gunnhild envió a un embajador para agasajar al rey sueco Erico el Victorioso con el mensaje que debía traer a la corte noruega a Ástrid y su hijo con la falsa intención de apadrinar al niño. Erico le dio hombres al embajador para acompañarle a la hacienda de Hakon Gamle donde exigió que se les entregara a ambos, amenazando con la violencia si fuera preciso. Hakon se negó a entregarlos y uno de los thralls del embajador llamado Buste intentó matarle, sin conseguirlo, y los embajadores noruegos casi pierden la vida regresando a Noruega con el resultado de únicamente haber visto al heredero Olaf. Ese incidente hizo pensar a Ástrid, que era momento de partir hacia Gardariki y someterse bajo la protección de su hermano Sigurd Eriksson.